# Ben There, Dan That!
Ben There, Dan That! est un jeu vidéo indépendant d'aventure en pointer-et-cliquer développé par Zombie Cow Studios. Il est sorti en 2008 sur PC (Windows) et a pour suite à Time Gentlemen, Please!.

## Accueil
- Adventure Gamers : « Un jeu hilarant que tous les fans de jeux d'aventure devraient essayer. » (Luke Jensen)[1]
- Gamezebo : 4/5[2]